# Martin Lauer
Karl Martin Lauer, född 2 januari 1937 i Köln, död 6 oktober 2019 i Lauf an der Pegnitz i Bayern, var en tysk schlagersångare och friidrottare som tävlade för Västtyskland.
Lauer blev olympisk guldmedaljör på 4 x 100 meter vid sommarspelen 1960 i Rom där laget med tiden 39,5 tangerade världsrekordet. Han satte 1959 världsrekord på 110 meter häck med tiden 13,2, en rekord som först blev slagen av Rod Milburn 1972.